# ویلیام ویلسون مورگان
ویلیام ویلسون مورگان (انگلیسی: William Wilson Morgan; ۳ ژانویهٔ ۱۹۰۶ – ۲۱ ژوئن ۱۹۹۴) دانشمند در زمینه اخترشناسی و اخترفیزیک اهل ایالات متحده آمریکا بود.
وی همچنین برندهٔ جوایزی همچون جایزه بروس و نشان هنری دراپر شده‌است.